# Faustino Sancho y Gil
Faustino Sancho y Gil (Morés, 1850-Épila, 1896) fue un escritor y jurista español.

## Biografía
Nacido el 10 de febrero de 1850 en la localidad zaragozana de Morés, usó como seudónimo el de «Abelardo Rosa». Fue un notable orador, jurista y literato, autor de títulos como La bella jardinera (Zaragoza, 1866, Sevilla, 1877), El Renacimiento (Madrid, 1871), «Elogio de don Joaquín M.ª López» (1875, en la Revista Académica de Jurisprudencia), «Espronceda» (1879, en la Revista de Aragón), Lucas Jordán (1880), El teatro de Echegaray (Zaragoza, 1882), Vicente Espinel (1877), Enrique Jácome y Breca (1885), Elogio de Lope de Vega (1885), D. Diego Hurtado de Mendoza (1885), prólogo al Diccionario de voces aragonesas de Jerónimo Borao (1884), Elogio de Bretón (1886), «Murillo, apuntes para la historia de su vida» (en la Revista de España, 1874, tomo XLI). Sancho y Gil, que fue diputado a Cortes, presidente del Ateneo de Zaragoza e individuo de la Real Academia de Nobles y Bellas Artes de San Luis, falleció en 1896, el día 29 de agosto según Ossorio y Bernard, en Épila.